# Sensor capacitivo

Funcionamento de uma tela de toque.

Sensores capacitivos são dispositivos tecnológicos que recebem e respondem a um estímulo físico/químico ou sinal. Por sua vez, esta tecnologia é baseada no princípios do capacitor, podendo detectar a presença de objetos sem o contato destes. O sensor é acionado quando detecta a presença do objeto a uma certa distância. O princípio de funcionamento baseia-se na mudança da capacitância da placa detectora localizada na região denominada sensível.

## Princípio de funcionamento
Antes de compreender o funcionamento de um sensor capacitivo é importante saber alguns conceitos sobre capacitor. Um capacitor é um dispositivo bastante simples. Um capacitor é um componente eletrônico passivo que armazena carga e energia no campo eletrostático. Consiste em dois condutores elétricos (conhecidos como placas ) que armazenam cargas opostas. Essas placas são separadas por um tipo especial de isolador (isto é, um não condutor) conhecido como dielétrico. Por estas placas possuírem cargas opostas, o processo de armazenamento é caracterizado pela movimentação e transferência de elétrons de uma placa para outra. A diferença potencial causada por essa movimentação é o mesmo que a energia potencial armazenada na placa. A capacitância de um capacitor é a razão entre a diferença de potencial (DDP) entre as placas e a carga em cada uma das placas. Por sua vez, a capacitância é inversamente proporcional a distância entre as placas e diretamente proporcional a área das placas e a constante dielétrica do material isolante Baseando neste conceito sobre capacitor, os sensores capacitivos funcionam de modo bem semelhante ao capacitor. A diferença está na forma em que são arranjadas as placas, nos sensores as placas são dispostas paralelamente uma a outra. O princípio de funcionamento baseia-se na mudança da capacitância da placa detectora localizada na região denominada sensível, ou seja, quando o dielétrico do meio varia. 
O funcionamento deste sensor capacitivo por sua vez, baseia-se na variação do campo elétrico no espaço em frente ao do eletrodo do sensor, o qual chamamos de zona ativa. O sensor será acionado quando o objeto se aproxima a uma certa distância e o mesmo é posicionado em frente a zona ativa . A distância em que o sensor é acionado é chamada de distância de comutação, a qual pode variar muito dependendo da constante de permissividade do diâmetro do sensor, do material e da massa do corpo aproximado e também na posição ao qual sensor é colocado. O sensor também é composto por um circuito de oscilador RC integrado. Com a aproximação de uma substância metálica ou não metálica na zona ativa, o valor da capacitância alterará. Com a variação da capacitância, a frequência do circuito oscilador muda. Esta mudança de frequência é enviada para um outro circuito chamado de detector, onde este irá transformar a variação da frequência ocasionada pela variação da capacitância em sinal de tensão. O circuito trigger schmitt por sua vez, tem como finalidade transformar o sinal de tensão em uma onda quadrada. Por fim, mas não menos importante, o circuito comutador. O circuito comutador é onde a onda quadra será excitada e transferida para os circuitos externos.

## Tipo de objeto ou meio detectado
Sensores capacitivos podem ser utilizados nos mais variados tipos processos, são capazes de monitorar e detectar a presença de pós, concentração de gases, objetos e produtos de natureza orgânica e mineral, metais e não metais, sólidos e líquidos, mesmo quando totalmente submersos no produto.
De modo geral um sensor capacitivo pode ser utilizado para detectar materiais diferentes, por exemplo, um sólido ou um líquido sendo necessária apenas a calibração do sensor de acordo com o material a ser detectado. A calibração é realizada por meio de ajuste no circuito de controle para que possa atuar conforme a frequência determinada na aproximação do objeto ao campo de atuação do sensor.

## Método de medição
Para a medição de capacitâncias pequenas, utilizamos tais métodos:
O método consiste em amplificadores de carga para medir os elétrons que são transpostos durante a variação de capacitância, quando esta recebe a aplicação de tensão de corrente contínua. Este tipo de método é mais usado para quando essa variações são rápidas ou de intervalos curto de tempo.
Método de medição
Outro método é feito a partir dos sistemas modulados em frequência. Uma conexão entre o capacitor de medição e uma indutância interligada a um circuito ressonante é capaz medir frequência de ressonância, logo então, consegue-se medir a capacitância deste sensor.

## Aplicações
Atualmente, há uma vasta gama de variedade das aplicações que utilizam sensores capacitivos. Por exemplo, medição de grandezas físicas, tais como, a velocidade e a aceleração linear e angular de um objeto, nível de líquidos ou sólidos, força, torque, pode utilizar no sensoriamento direto de presença de pessoas, objetos e até mesmo líquidos. Este tipo de sensor costuma ter uma grande precisão em suas medições.
No mundo moderno, a adaptação por este tipo de sensor foi se tornando cada vez mais essencial, pois a utilização dos mesmos tem possibilitado melhorias no controle de processos industriais, como também tem facilitado procedimentos na vida cotidiana. Com o avanço da tecnologia, a demanda deste tipo de sensor tem aumentado, aumentando consequentemente a diversificação das aplicações e de produtos que utilizam-no.
Os sensores capacitivos tem a capacidade de detectar objetos de natureza metálica ou não, tais como : Cimento, argila, plástico, vidro, cerâmica e entre outros
Veja abaixo alguns tipos de aplicações:
·        Controle de nível;
·        Detectar o conteúdo de caixas em linha de produção;
·        Controle do nível de grãos em silos;
·        Monitorar a concentração do pó de arroz em silos;
·        Contagem de garrafas, cheias ou vazias, em linha de produção;
·        Identificar falha no envaze de produtos embalados em frascos de plástico;
·        Medidores de posicionamento com alta precisão;
·        Medidores de espessura;
·        Identificar a composição de materiais com base na permissividade;
·        Identificar posicionamento de fim de curso;
·        Contadores em linhas de produção;
·        Medição de umidade relativa;
·        Analise de óleo mineral, de soja, entre outros;
·        Sensores de pressão (utilizado na fabricação de microfones) e
·        Monitoramento da concentração de gases.

## Vantages e desvantagens
Vantagem da utilização
Entre as vantagens de utilizar sensores capacitivos, destacam-se as seguintes:
• Detectam objetos e materiais líquidos, sólidos, gasosos, metais e não metais;
• Capazes de detectar materiais ou objetos através de outros;
• Detectam objetos com dimensões reduzidas;
• Possui diversas configurações que facilitam a montagem;
• Alta resolução e precisão na diferenciação dos materiais;
• Acionamento sem contato físico;
• Chaveamento em estado sólido, que aumenta a durabilidade;
• Alta velocidade de resposta;
• Possui um excelente MTBF("Mean Time Between Failures").
Entre as desvantagens, destacam-se as seguintes
• Sensibilidade altíssima a fatores ambientais, como umidade; podendo afetar a distância sensorial (distância em que o objeto ativa o sensor)
• Este tipo de sensor só é capaz de medir e detectar objetos a uma distância muito pequena, esta é variada de acordo com o material a ser detectado.